# Гасселтербурвенсхемонд
Гасселтербурвенсхемонд (нід. Gasselterboerveenschemond) — селище в нідерландській провінції Дренте. Входить до муніципалітету А-ен-Гюнзе.
Назва селища нідерландською мовою має 25 літер, що робить її найдовшою серед назв населених пунктів країни, які складаються з одного слова.
У селищі розташована птахоферма, через пожежу на якій влітку 2011 року загинуло близько 170 тисяч курчат.